# Resolució 1913 del Consell de Seguretat de les Nacions Unides
La Resolució 1913 del Consell de Seguretat de les Nacions Unides fou adoptada per unanimitat el 12 de març de 2010. Després de recordar les resolucions 1769 (2007), 1778 (2007), 1834 (2008) i 1861 (2009), el Consell va assenyalar que la situació a la regió del Darfur (Sudan) i el Txad i la República Centreafricana constituïa una amenaça per a la pau i la seguretat internacionals i, per tant, va ampliar el mandat de la Missió de les Nacions Unides a la República Centreafricana i al Txad (MINURCAT) durant dos mesos més, fins al 15 de maig de 2010.
El MINURCAT es va establir el 2007 sota la Resolució 1778 per proporcionar seguretat a centenars de milers de refugiats de la regió del Darfur al Sudan, altres persones desplaçades i treballadors humanitaris. La resolució actual es va aprovar en discussions sobre el futur de MINURCAT. El Txad havia demanat que no es renovés el seu mandat (però després va acordar una pròrroga de dos mesos), mentre que les Nacions Unides van argumentar que retirar la força massa aviat deixaria als refugiats vulnerables i soscavava les operacions humanitàries.